# حارة التعاون (ذمار)
حارة التعاون هي إحدى حارات مدينة ذمار التابعة لمحافظة ذمار، بلغ تعداد سكانها 334 نسمة حسب تعداد اليمن لعام 2004.